# عدم تخلق عنق الرحم
عدم تخلق عنق الرحم هو عيب خلقي من الجهاز التناسلي الأنثوي حيث تفقد الأنثى عنق الرحم، وهيكل الربط بين الرحم والمهبل. توجد أشكال أكثر اعتدالًا لهذه الحالة، حيث يوجد فيها عنق الرحم ولكنه يكون مشوهًا ولا وظيفة له، والمعروفة طبيًَا باسم رتق عنق الرحم أو خلل عنق الرحم.
الإحصاءات الوبائية
تحدث حالات عدم تخليق عنق الرحم في حوالي 1 في 80,000 من الإناث. وغالبًا ما يرتبط مع تشوه المهبل. وجدت دراسة واحدة أن 48٪ من المرضى الذين يعانون من عدم تخليق عنق الرحم لديهم مهبل طبيعي ووظيفي، في حين أن بقية الحالات كانت مصحوبة لنقص تنسج المهبل.
الأعراض والتشخيص
عادةُ ما يكون المرضى الذين يعانون من سرطان عنق الرحم في مرحلة المراهقة المبكرة، في جميع أنحاء وقت الحيض، مع انقطاع الطمث وآلام الحوض الدورية الناجمة عن انسداد تدفق الطمث من الرحم.
يمكن أن يتم تشخيص عدم تخليق عنق الرحم عن طريق التصوير بالرنين المغناطيسي، والذي يُستخدم لتحديد وجود أو عدم وجود عنق الرحم. على الرغم من أن التصوير بالرنين المغناطيسي يمكن الكشف عن عدم تخليق عنق الرحم، فإنه غير قادر على إظهار خلل عنق الرحم (حيث يوجد عنق الرحم، ولكنه يكون مشوهًا). كمت تعتبرالموجات فوق الصوتية دراسة التصوير أقل موثوقية، ولكن غالبًا ما تكون الخيار الأول من قبل أطباء أمراض النساء لتشخيص هذا المرض ويمكن التعرف على التجمعات الدموية في الرحم النتجة عن عدم تخليق عنق الرحم.
علم الأمراض
نشأ عدم تخليق عنق الرحم خلال تطور الجنين، حيث تفشل قناة الكلوة الأولى في تشكيل عنق الرحم.
العلاج
يتكون الخط الأول من العلاج بعد التشخيص عادةً من وصف حبوب منع الحمل عن طريق الفم، مثل ميدروكسي بروجستيرون أو ناهض هرمون الإفراج الموجه للغدد التناسلية لقمع الحيض وبالتالي تخفيف الألم. جراحيًا، يتم علاج عدم تخليق عنق الرحم من خلال استئصال الرحم لتخفيف الأعراض الناجمة عن تراكم سائل الطمث في المهبل. وتشمل الأساليب الجراحية الأخرى للعلاج إنشاء اتصال تفاغري بين الرحم والمهبل عن طريق رأب المهبل أو إعادة فتح عنق الرحم. غالبًا ما تكون نتائج هذه الحالات عمومًا سيئة، لأن الوظائف الطبيعية لعنق الرحم - مثل إنتاج المخاط وتوفير حاجز ضد العدوى الصاعدة - لا يمكن تكرارها. وعلاوةً على ذلك، فإن نسبة نجاح المفاغرة الرحمي المهبلية تنجح في أقل من 50٪ ومعظم المرضى يحتاجون إلى عمليات جراحية متعددة في حين أنتحدث مشاكل ضيق عنق الرحم في العديد من الحالات التي تُجرى لها هذه العملية. على الرغم من ذلك، تم الإبلاغ عن حدوث العديد من حالات الحمل لدى النساء اللواتي شُخصن بعدم تخليق عنق الرحم والذين خضعوا للعلاج الجراحي.
المضاعفات
إذا لم تُعالج تلك الحالة المرضية، تتراكم سوائل الطمث في الرحم الذي لاعنق له مما يمكن أن يؤدي إلأى تراكم الدم في دم الطمث في الرحم أو المهبل أو التهابات بطانة الرحم، أوالتصاقات الحوض.